# Jungle Fever
Jungle Fever è un film del 1991, scritto e diretto da Spike Lee.
Il film fu presentato in concorso al Festival di Cannes, dove fu premiata l'interpretazione di Samuel L. Jackson quale miglior attore non protagonista.

## Dedica
La pellicola è dedicata a Yusef Hawkins, un giovane afroamericano, ucciso in circostanze assurde nel 1990; il giovane, recatosi a Brooklyn per comprare una macchina, si trovò a passare per il quartiere italoamericano di Bensonhurst, dove nello stesso momento una ragazza del luogo, litigando con il suo fidanzato, disse per indispettirlo che proprio in quel momento il suo amante di colore stava venendo a prenderla. Gli amici del giovane reagirono organizzando un agguato: quando Yusef giunse nei pressi della zona dell'attentato, venne assalito a vista, risultando ucciso da un proiettile sparato da uno dei giovani, Joey Fama.

## Trama
Flipper Purify è un talentuoso architetto afro-americano che vive, con la moglie mulatta Drew e la figlia Ming di nove anni, in un costoso appartamento ad Harlem. Il padre di Flipper è un austero pastore battista ed il fratello maggiore, Gator, è un tossicodipendente che fa uso di crack, sempre a corto di soldi.
Quando, allo studio in cui lavora, viene assunta come sua nuova segretaria un'italo-americana, Angela Tucci, detta Angie, Flipper si dimostra molto contrariato, poiché avrebbe preferito lavorare con una persona di colore e con ben più referenze, non avendo la ragazza alcun tipo d'esperienza nel settore. Angie conduce una vita umile, in una modesta casa a Bensonhurst, un sobborgo di Brooklyn, abitato in stragrande maggioranza da italo-americani, dove vive con il padre vedovo ed i due fratelli, James e Charlie. Angie assume su di sé la responsabilità della gestione familiare, in assenza della madre deceduta.
Paulie Carbone è il fidanzato di Angie. Gestisce un piccolo emporio ed è un ragazzo debole e sensibile. Suo padre è un uomo violento e razzista che, rimasto vedovo da diversi anni, vive ormai nella costante paura che il figlio lo abbandoni. Paulie è segretamente innamorato di Orin, una giovane insegnante afro-americana, sua cliente abituale.
Intanto, Flipper e Angie iniziano a socializzare e, una sera, si ritrovano da soli in ufficio per degli straordinari. Ordinano del cibo cinese ed iniziano a parlare delle loro vite. Infine, sul tavolo da disegno, consumano un rapporto sessuale. Per Flipper, quella con Angie è stata solo l'avventura di una notte, così, per sfogarsi dell'accaduto, confessa il fatto al suo miglior amico, Cyrus, un buppie ("black yuppie"), che gli dice: «È la tipica sindrome da rampante nero che vuole al suo fianco una donna più bianca possibile». Cyrus promette di non rivelare ad anima viva la sua scappatella ma, la sera stessa, racconta tutto a sua moglie che, ben presto, informa Drew dell'accaduto.
La donna va su tutte le furie, lo caccia fuori di casa e, in seguito, gli chiede pure il divorzio. Tutto il quartiere viene così a sapere della cosa, e le amiche di Drew discutono animatamente sul perché gli uomini afro-americani preferiscano le bianche. Nel frattempo, anche la famiglia di Angie viene a conoscenza del fatto, ed il padre, dopo averla malmenata, la sbatte fuori di casa perché «se la fa con i negri». Flipper e Angie vanno a vivere così in un piccolo appartamento, consci che la loro storia d'amore non durerà a lungo.
Successivamente, i fratelli di Angie cercano Paulie, che corteggia sempre più dichiaratamente Orin. Trovatolo, cercano di aizzarlo contro Angie, sostenendo che deve sentirsi preso in giro ed umiliato per il fatto che la sua donna sia andata con un "negro". Insinuano anche l'ipotesi che Paulie sia impotente ed iniziano a picchiarlo. Flipper, intanto, si trova scavalcato al lavoro da un impiegato più giovane di lui, che diventa socio dello studio al posto suo. Affronta i due titolari, dando un ultimatum, ma viene licenziato in tronco. Recatosi al suo ristorante preferito con Angie, viene trattato dalla cameriera come un reietto. 
Una sera i due si lasciano andare ad alcune tenerezze sul cofano di una macchina, quando arrivano due poliziotti bianchi che fermano Flipper e iniziano a perquisirlo, insultandolo. Per loro Flipper è solo un nero che sta tentando di immobilizzare una donna bianca, per stuprarla. L'incidente fa esplodere definitivamente Flipper, che decide di lasciare Angie e di ricongiungersi con la propria famiglia. Prima però si reca alla ricerca di Gator, spinto dalla madre che gli chiede di riportare a casa la sua TV a colori, da questi sottratta per procurarsi del denaro per la droga. Flipper lo trova al Taj Mahal, uno squallido e degradato edificio usato esclusivamente da tossicodipendenti e, constatando l'impossibilità di recuperare il televisore ormai "andato", gli intima di stare lontano da lui, dalla sua famiglia e da i loro anziani genitori.
Poco tempo dopo, Gator, in preda ad una violenta crisi d'astinenza, ritorna dalla madre, cercando di convincerla a dargli dei soldi. La madre, al momento sola in casa, cerca di mandarlo via prima del ritorno del padre ma il figlio, fortemente bisognoso di una dose, non desiste. Proprio in quel momento però rientra il padre, il quale considerando ormai il figlio alla stregua di una "creatura malvagia", impugna una pistola e con freddezza gli spara, uccidendolo. A Brooklyn, Angie viene con riluttanza riaccettata in famiglia dal padre, mentre Paulie, con il volto tumefatto per essere stato aggredito da Winny e gli altri avventori del suo piccolo emporio, dato che si è sparsa la voce dei suoi sentimenti per una "negra", bussa alla porta di Orin.
Flipper ha un parziale ricongiungimento con la moglie Drew, ma dopo una breve chiacchierata con la figlia lascia la casa declinando la sua richiesta di accompagnarla a scuola. Uscendo viene fermato da una giovane tossicomane afro-americana, che indirettamente si insinua potrebbe essere la figlia Ming ormai cresciuta, la quale, chiamandolo "paparino", gli offre una fellatio in cambio di soldi. Flipper abbraccia la ragazza urlando disperatamente.

### Scene eliminate
Il film si apriva originariamente con Spike Lee seduto su una gru che, parlando direttamente in macchina, diceva al pubblico, non nei panni di Cyrus, ma in veste di regista: «Tutto ciò che ho sono domande. Pochi di noi hanno risposte reali. Molti di noi hanno false risposte per false soluzioni. Parlano di cose non reali. Domande. È razzista una persona che, lui o lei, non approva una relazione o un matrimonio interrazziale? La donna bianca sarà sempre in tutto il mondo il simbolo della bellezza? E l'uomo nero sarà sempre considerato uno stallone e basta? Vivremo mai in pace tutti insieme? Domande. Questo film parla di una coppia interrazziale. E tutti quelli che mi giudicano antisemita possono baciarmi il culo. Due volte». Questa sequenza fu inserita per presentare il film ad un pubblico di prova a Los Angeles, New York e Chicago. Gli spettatori che videro quella scena dissero che non avrebbero raccomandato un film in cui il pubblico veniva insultato, ma Lee sembrava inamovibile. Alla fine della terza proiezione, però si convinse e tagliò la scena.

## Produzione
L'idea del film venne a Spike Lee durante la postproduzione di Mo' Better Blues. Il regista era rimasto profondamente scosso alla notizia dell'omicidio del giovane Yusef Hawkins, inoltre aveva intenzione di affrontare il tema degli stereotipi sessuali sui neri ed il drammatico impatto sociale delle droghe sulla comunità afro-americana.
Il tema delle relazioni interrazziali era presente nella mente del regista da molto tempo: «Dal mio punto di vista, Jungle Fever parla soprattutto della mitologia sessuale: il mito della donna bianca sul piedistallo, considerata uno standard universale di bellezza, e il mito dell'uomo nero come stallone dal membro enorme. Sulla base di questi miti è improbabile fondare una relazione salda».
Nella sua autobiografia, però, il regista dichiara: «La mia intenzione era di usare la relazione interrazziale come esca. Il cuore della storia è la devastazione che il crack causa in una famiglia».
Come già aveva fatto per Lola Darling, Lee condusse una serie di interviste durante la pre-produzione del film. Uno degli intervistati fu John Turturro, che ricevette una serie di domande sul suo rapporto con le ragazze. Una volta terminate le interviste, Lee iniziò a scrivere il copione.

### Cast
Spike Lee era già abbastanza sicuro sulla scelta degli attori del film. Wesley Snipes fu subito la prima scelta per il ruolo del protagonista, Flipper. La sua interpretazione del sassofonista Shadow Henderson in Mo' Better Blues fu decisiva per il regista.
Per la parte di Gator, Lee chiamò Samuel L. Jackson, che era stato ricoverato in una clinica di disintossicazione dalle droghe. Nella sua autobiografia Lee sostiene di non essere stato al corrente del fatto, mentre Jackson è del parere contrario. Comunque l'attore fu dimesso dalla clinica poco prima delle riprese.
Spike Lee interpretò il ruolo di Cyrus, il miglior amico di Flipper che non tiene la bocca chiusa e complica la relazione di questi con Angie.
I genitori di Flipper furono interpretati da Ossie Davis e Ruby Dee, coppia anche nella vita. La scena in cui Ossie Davis spara a Samuel L. Jackson fu ispirata dall'uccisione del cantante Marvin Gaye, per mano di suo padre.
Giancarlo Esposito rifiutò l'offerta di riprendere il suo personaggio Bugging Out, già presente in Fa' la cosa giusta, che in Jungle Fever sarebbe divenuto un vagabondo.
Molte attrici del film erano alla prima esperienza con Spike Lee. Per la moglie di Cyrus, Lee scelse la sua compagna di allora, Veronica Webb. Lonette McKee, figlia di una coppia interrazziale come il suo personaggio, interpretò Drew, la moglie di Flipper, mentre per la parte della tossicodipendente che appare in una breve scena con Gator, Lee scelse Halle Berry, allora agli esordi. Di lei Spike Lee ha dichiarato: «Temevo che fosse troppo bella e troppo elegante per risultare credibile come tossica senza tetto. E lei continuava a ripetermi: 'Fidati, sono perfettamente in grado di assumere un aspetto disastroso'. La prima volta che l'ho vista, pronta per la parte, non l'ho riconosciuta. Il merito è tutto suo». Parte del merito della sua trasformazione fu del direttore della fotografia Ernest Dickerson, che la seguì con una luce verde per mostrare gli effetti del crack su chi ne abusa.
Per quanto riguarda il ruolo di Angie, fecero dei provini attrici come Marisa Tomei, Gina Gershon e Linda Fiorentino, ma furono tutte scartate. Una sera Lee incontrò in un ristorante italiano Annabella Sciorra. Il regista fu molto silenzioso durante l'incontro, ma appena arrivato a casa chiamò l'attrice italoamericana e le disse che la parte di Angie era sua. La Sciorra accettò, anche se non aveva ancora letto la sceneggiatura del film.
Come già successo per Rosie Perez sul set di Fa' la cosa giusta, anche la Sciorra si trovò in imbarazzo per il modo di Spike Lee di gestire le scene di sesso, e ne criticò i metodi. Per questo motivo, la ripresa della scena di sesso tra lei e Wesley Snipes fu interrotta, e rifatta successivamente. Lee non era soddisfatto della recitazione della Sciorra, poiché sembrava irrigidita, e pensò anche di licenziarla. La Sciorra dichiarò che secondo il suo parere sembrava quasi che il suo personaggio venisse violentato. Quando si rifece la scena, Lee la chiamò per darle ragione, anche se il regista non ricorda questo fatto.

### Riprese
Il budget del film fu di 14 milioni di dollari.
Come già fatto per Fa' la cosa giusta, Spike Lee chiese la protezione della Nation of Islam, per garantire la sicurezza del set. Lee era preoccupato soprattutto per la scena che doveva girare al Taj Mahal, vero ritrovo di tossicodipendenti. Per girare quella scena venne anche chiesta la consulenza di un vero dipendente da crack del luogo. In effetti Lee ricevette alcune minacce di morte, per quelle scene, al punto che dovette chiedere anche la sorveglianza della polizia. Anche Wesley Snipes fu oggetto di minacce, e vicino alle location comparirono scritte minacciose e razziste.
Per quanto riguarda il Taj Mahal, Lee voleva mostrare il livello di distruzione presente in parte della comunità afroamericana. Per far questo, Lee inserì nel sonoro del film un fruscio molto forte, ogni volta che in scena era presente una pipetta per aspirare il crack:«È come se l'anima del fumatore venisse aspirata via dal corpo», asserì il regista.

## Accoglienza
Il film uscì negli Stati Uniti il 7 giugno 1991, e incassò 32482682 $. In Italia fu presentato in anteprima nazionale a Cinema Giovani, riscuotendo un discreto successo.
Dopo la presentazione del film a Cannes, la "Coalizione contro il razzismo nei media", fondata da diversi gruppi in difesa degli afroamericani, e supportata dalla NAACP, dalla Nation of Islam e dalla Rastafarian Community, accusò il film di degradare la vita degli afroamericani, presentando stereotipi razzisti. Anche qualche membro della comunità italoamericana si disse offeso per l'immagine che ne deriva dal film.

### Critica
Il film ricevette recensioni contrastanti. Molti critici videro il film come una sorta di parodia di Indovina chi viene a cena?, diretto da Stanley Kramer nel 1967.

### Accuse di plagio
Spike Lee fu accusato di plagio dal regista Charles Lane. Lane sostenne che il copione di Jungle Fever era un plagio di una sua sceneggiatura intitolata Thou Shalt Not Miscegenate, ispirata al suo matrimonio con una donna bianca. Secondo quanto dichiarato da Lee, Lane si limitò alle sole accuse, senza passare alle vie legali.

## Colonna sonora
La colonna sonora del film è composta dai seguenti brani, tutti realizzati da Stevie Wonder:
1. Fun Day
2. Queen in the Black
3. These Three Words
4. Each Other's Throat
5. If She Breaks Your Heart
6. Gotta Have You
7. Make Sure You're Sure
8. Jungle Fever
9. I Go Sailing
10. Chemical Love
11. Lighting Up the Candles

## Riconoscimenti
- Festival di Cannes 1991: miglior attore non protagonista (Samuel L. Jackson), Premio della giuria ecumenica (Spike Lee)
- Kansas City Film Critics Circle Awards 1992: miglior attore non protagonista (Samuel L. Jackson)
- 1991 New York Film Critics Circle Awards (miglior attore non protagonista: Samuel L. Jackson)
- 1992 ASCAP Film and Television Music Awards (miglior canzone: Stevie Wonder (Gotta Have You)